# Zone de conservation du paysage de Vikerøya
La Zone de conservation du paysage de Vikerøya  est une aire protégée norvégienne qui est située dans le municipalité de Larvik, dans le comté de Vestfold.

## Description
La réserve naturelle de 1,488 km2 a été créée en 2006 et concerne l'île de Vikerøya ainsi que plusieurs petits îlots dans l'Indre Viksfjord. L'île est entourée de vastes étendues d'eau peu profonde. On y trouve des chênes, des pâturages des prés salés. Des espèces de champignons et d'orchidées rares et menacées au niveau national vivent dans les forêts de chênes pâturés. Dans la zone d'eau peu profonde du sud, pousse la plante branchiale naine en voie de disparition, et dans les prés salés pâturés, pousse la plante rare Carex hartmanii (en) de la famille des Cyperaceae.
Il y a un pont entre le continent et l'île. Sur l'île, il y a deux fermes, de grands vergers et un jardin. Il y a des chênaies pâturées sur Tjøllingholmen et Refsholtholmen. Certaines parties des zones ouvertes de l'île sont en train de repousser. La diminution du nombre d'animaux dans les pâturages et l'introduction du rosier du Japon en sont en grande partie responsables. Lorsque les pâturages repoussent, la diversité des espèces diminue. Six espèces végétales rares ont disparu de Vikerøya. Flatholmen, qui fait également partie de la zone de conservation, est un lieu de nidification important pour les oiseaux marins. Au nord, la réserve paysagère borde la réserve naturelle d'Indre Viksfjord.